# دورية التزلج الوطنية
دورية التزلج الوطنية
دورية التزلج الوطنية غير الربحية، هي أكبر منظمة شتوية تعليمية في العالم. توفر هذه المنظمة التعليم والتوعية وشهادات الإعتماد المرتبطة بالنشاطات الخارجية والسلامة. وتتألف هذه المنظمة حاليا من أكثر من 26000 عضو الذين يعلمون في أكثر من 600 دورية. أعضاء منظمة دورة التزلج الوطنية ومتطوعوها والمستأجرين يتاكدون من سلامة هواة الترفيه في مناطق التزلج في جميع انحاء الولايات االمتحدة الأمريكية وبعض المناطق العسكرية في أوروبا.ولتكريس نفسها لتعزيز السلامة العامة في التزلج والرياضات الشتوية الأخرى منح لها ميثاق الكونجريس تحت نص قانون المادة 36 من قانون الولايات المتحدة عام 1980.

## التاريخ
تأسست دورية التزلج الوطنية في عام 1938 في مدينة ستو، فيرمونت، عندما أقنع رئيس الجمعية الوطنية للتزلج -روجر لانغلي مؤسس وقائد دورية جبل مانسفيلد للتزلج- تشارلز مينوت دول لتشكيل دورية تزلج وطنية، وكان دول مقتنعا بالحاجة لتشكيل دورية تزلج وطنية، بسبب فقدان صديقيه بسبب الاصابات التي لحقت به نتيجة حادث التزلج في العام السابق وحادث منحدر لحق به واصابه بإصابات خطيرة.
بمساعدة روجر لانغلي، قام تشارلز مينوت دول بتنظيم وتشكيل لجنة دورية التزلج الوطنية التابعة للجمعية الوطنية للتزلج. ونتيجة لذلك أصبحت منظمة التزلج الوطنية. وعند تقاعده كرئيس عام 1950 بنى دول دورية التزلج الوطنية من 300 دورية تزلج وفيها 4000 عضو. منذ تأسيسها عملت منظمة التزلج الوطنية بشكل وثيق مع دول أخرى في التعلم والرعاية في حالات الطوارئ، وساعدت في إنشاء منظمات دوريات تزلج في دول كندا وكوريا ونيوزيلندا وفلسطين وتركيا والأرجنتين وشيلي وكذلك في «الإنقاذ الفكتوري» التي تخدم في أستراليا. بالإضافة إلى برنامج التزلج الآمن الخاص بها، فإنها تعمل بشكل وثيق مع فريق الولايات الامتحدة للتزلج ومدربي التزلج المحترفين في أمريكا وخدمة الغابات في الولايات المتحدة وخدمة الحدائق الوطنية  والمنظمات والوكالات الأخرى في الترويج للتزلج وسلامة التزلج.

### نشاطاتها خلال الحرب العالمية الثانية
بدءا من فبراير 1940 , بدأ تشالز مينوت دول الكتابة إلى المسؤولين في الجيش الولايات المتحدة ووزارة الحرب حول الحاجة إلى القوات الجبلية المتخصصة.وإستلهم دول الجهود الفنلندية خلال حرب الشتاء.وتعتقد الولايات المتحدة انه يجب ان تدرب جنودا متخصصين للقتال في ظروف الشتاء وجبال الألب، وبسبب جهود الضغط التي قام بها تشارلز مينوت دول في نوفمبر 1941 تم تعيين دورية التزلج الوطنية من قبل جيش الولايات المتحدة لتجنيد الجنود وفوج المشاة الجبلي 87. وواصلت دورية التزلج الوطنية بهذه الصفة حتى فبراير 1944 , وفي ذلك الوقت قامت بتجنيد حوالي 8000 جندي في فوج 87 وفي نهاية المطاف الفرقة الجبلية العاشرة، كما ساعدت دورية التزلج الوطنية في تدريب القوات الجديدة.

## العضوية
تندرج العضوية في دورية التزلج الوطنية تحت خمس فئات منفصلة:
الدوريات والمساعدون الطبيون وأعضاء الخريجين والاعضاء المنتسبون ومضيفو الجبال. والدوريات هي الاعضاء النشطون الذين يشاركون في توفير رعاية الطوارئ للضيوف المصابين واعضاء في دورية محلية تابعة لبرنامج الأمن الوطني.المساعدون الطبيون هم الاطباء الذين يتطوعون بوقتهم للمساعدة في التدريب الطبي للدوريات. يمكن للدوريات الذين لم يعودوا فاعلين في توفير رعاية الطوارئ للضيوف المصابين الحفاظ على انتماءهم إلى دورية التزلج الوطنية كأعضاء خريجين. الاعضاء المنتسبون هم افراد مهتمون بالدورات التي تقدمها دورية التزلج الوطنية لكنهم ليسوا أعضاء في دورية التزلج الوطنية. يتم حجز فئة العضوية في الجبال المضيفة للافراد الذين يشاركون في خدمة العملاء الجبلية ومن المتوقع ان يكونوا قادرين على تقديم الاسعافات الاولية ولكن ليسوا جزءا من دورية التزلج الخاصة بالمنظمة.

## البرامج التعليمية
ووفقا لواجبها المتمثل في تعزيز السلامة الترفيهية الخارجية طورت دورية التزلج الوطنية عددا من البرامج التعليمية المصممة لزيادة الوعي بالسلامة والوقاية من الإصابات.

### النقل
برامج تعليم النقل تم تصميمها من اجل تعليم أعضاء دورية التزلج الوطنية تقنيات السلامة من اجل نقل الضيوف المصابين والمرضى من البرية إلى برالامان. المهارات المحددة التي يتم تدريسها في دورية التزلج الوطنية تشمل التعامل الآمن مع الزلاجات وتعزيز التزلج وتحسين الواح التزلج.

### برنامج الانهيارات الثلجية
بدات دورية التزلج الوطنية بتوجيه دوريات التزلج وغيرهم من افراد البحث والإنقاذ في مجال السلامة من الانهيارات الثلجية عام 1957 , مما يجعله الأقدم والأكثر خبرة في تقديم التعليم بشأن الانهيارات الثلجية. بالأضافة إلى الدورات المصممة لدوريات التزلج وطاقم البحث والإنقاذ، وتقدم دورية التزلج الوطنية التعليم بشأن الانهيارات الثلجية لعامة الناس وتعتمد دورات دورية التزلج الوطنية التعليمية على المنهاج المطور بالاشتراك مع جمعية الانهيارات الثلجية.

### سفريات الجبال والإنقاذ
تم تطويرها من اجل تحسين امان المتحمسين والذين ليسوا من الدورية، وتؤكد برامج سفريات الجبال والإنقاذ المهارات الأساسية من اجل النجاة في البرية وهذه المهارات تشمل التغذية وعلم الوظائف البرية وانماط الطقس ومهارات النجاة وحركات المجموعة والملاحة ومهارات البحث والإنقاذ الاساسية. وهذا البرنامج مصمم من اجل التاكد من ان أولئك الذين يغامرون في البرية يملكون المهارات الاساسية لفعل ذلك بأمان.

## دوريات التزلج
الدوريات هم عبارة عن أعضاء في دورية التزلج الوطنية الذين هم جزء من منظمة دورية التزلج يقدمون المساعدة إلى الضيوف المرضى والمصابين في مناطة الجبال. من اجل تقدير وتطوير الالتزام المستمر بتعليم وتفوق الدوريات، وتصنف دورية التزلج الوطنية الدوريات اعتمادا على اساس الانتهاء من الدورات المعتمده ومخطط التصنيف على النحو التالي:
- مُرشح , يشير إلى العضو الذي انضم مؤخرا ولكنه لم يجتز دورة رعاية الطوارئ الخارجية.

- الخفير , تشير إلى عضو اكمل دورة رعاية الطوارئ الخارجية وعلى عكس التصنيفات الأخرى مهارات التزلج ليسة ضرورية. بينما ان الدوريات قد تقدم الاسعافات الاولية وتساعد الضيوف المرضى والمصابين ولكن من غير المصرح لهم بنقل الضيوف في زلاجات الإنقاذ.

- الدورية الألبية والدورية الشمالية , هي تصنيفات تستخدم للدوريات الذين اجتازوا دورة رعاية الطوارئ الخارجية واكملوا دورة تعليم النقل والمصرح لهم بنقل الضيوف المرضى والمصابين في زلاجات الإنقاذ. تشير الدورية الألبية إلى اولئك الدوريات المصرح لهم بنقل المرضى في زلاجات الإنقاذ اثناء استخدام معدات التزلج (على المنحدرات). كما تشير الدورية الشمالية إلى اولئك المصرح لهم بنقل المرضى في زلاجات الإنقاذ اثناء استخدام  معدات التزلج (عبر البلاد).

- دورية ذوي الأقدمية , وتشير هذه الدورية إلى الاشخاص الذين اكملوا التدريب الإضافي في إدارة الطوارئ بالإضافة إلى تلك التي تدرس من خلال دورة رعاية الطوارئ الخارجية. دورية ذوي الأقدمية قد يصرح لهم أو لا يصرح لهم بنقل الضيوف المرضى والمصابين في زلاجات الإنقاذ.اولئك الذين اكملوا مسبقا دورة تعليم النقل (الدوريات الألبية والشمالية) يحافضون على قدرتهم على نقل الضيوف المرضى والمصابين في حين ان الذين لم  لايملكونها لا يستطيعون.

- الدورية الألبية والشمالية ذات الأقدمية , هم اولئك الذين اكملوا التدريب الإضافي في إدارة الطوارئ (التي تعطى لدوريات ذوي الأقدمية) واكملوا التدريب الإضافي بتعليم النقل وكانوا قادرين على إضهار مهارات ليست مطلوبة من الدورية الألبية والشمالية.

- دورية الاعتماد والقادة , وتشير إلى اعلى مستوى من الاعتماد في دورية التزلج الوطنية لدورية جبال الألب والشمال على التوالي. بالأضافة لمهارات إدارة الطوارئ والنقل، ودورية الاعتماد والقادة يجب ان تظهر تميز في جميع مجالات عمل الدوريات وتشمل أمان الانهيارات الثلجية وإدارة الملاجئ.

- دورية الشباب البالغين , هو برنامج الذي يوفر بيئة تعليمية حيث يمكن للشباب البالغين تطوير مهاراتهم ومعرفتهم ليصبحوا أعضاء في الدورية. دورية الشباب البالغين هم أعضاء في دورية االتزلج الوطنية (و تتراوح اعمارهم بين 15 عام حتى التخرج من المدرسة) الذين اكملوا كامل متطلبات التدريب والمسؤوليات المطلوبة لأعضاء دورية البالغين.وأيضا توجه تدريب خاص وفعاليات موجهة إلى دورية الشباب البالغين داخل المنطقة.

## روابط خارجية
- National Ski Patrol
- NSP: Pacific Northwest Division
- NSP: Far West Division
- NSP: Intermountain Division
- NSP: Northern Division
- NSP: Rocky Mountain Division
- NSP: Central Division
- NSP: Southern Division
- NSP: Eastern Division
- NSP: European Division
- The Records of the National Ski Patrol Eastern Division at Dartmouth College Library